# تشارلز إدوين باسي
تشارلز إدوين باسي (بالإنجليزية: Charles Edwin Bessey)‏ (1 مايو 1845 - 25 فبراير 1915) عالم نبات أمريكي .

## روابط خارجية
- تشارلز إدوين باسي على موقع الموسوعة البريطانية (الإنجليزية)
- Charles Edwin، Bessey. Botany for high schools and colleges (ط. 7). نيويورك: Henry Holt & Company. مؤرشف من الأصل في 2014-06-14. اطلع عليه بتاريخ 2009-04-04.
- Charles Bessey papers at the جامعة ولاية آيوا Library. Retrieved on July 10, 2009.
- Charles Bessey papers at the جامعة نبراسكا- لينكولن. Retrieved on October 13, 2009.